# Стрикленд, Шон
Шо́н Стри́кленд (англ. Sean Strickland; род. 27 февраля 1991, Анахайм, Калифорния) — американский боец смешанного стиля, представитель средней и полусредней весовых категорий. Выступает на профессиональном уровне начиная с 2008 года, известен по участию в турнирах бойцовских организаций UFC и KOTC. Владел титулом чемпиона KOTC в среднем весе. Бывший чемпион UFC в среднем весе. Занимает 3 строчку официального рейтинга UFC в среднем весе.

## Биография
Шон Стрикленд родился 27 февраля 1991 года в Анахайме, Калифорния.
Заниматься ММА начал в возрасте 14 лет, а в 16 уже стал профессиональным бойцом.

### King of the Cage
Дебютировал в смешанных единоборствах на профессиональном уровне в марте 2008 года, принудил своего первого соперника к сдаче с помощью удушающего приёма сзади. Дрался преимущественно на турнирах промоушена King of the Cage — из всех поединков неизменно выходил победителем, в том числе завоевал и пять раз защитил титул чемпиона KOTC в средней весовой категории.

### Ultimate Fighting Championship
Имея в послужном списке 13 побед без единого поражения, Стрикленд привлёк к себе внимание крупнейшей бойцовской организации мира Ultimate Fighting Championship и в 2014 году подписал с ней долгосрочный контракт. В дебютном поединке в октагоне UFC выиграл сдачей у Роберта Макдэниела, а уже через два с половиной месяца раздельным решением судей взял верх над Люком Барнаттом.
В 2015 году спустился в полусредний вес и на турнире в Бразилии единогласным решением судей проиграл аргентинцу Сантьяго Понциниббио, потерпев тем самым первое поражение в профессиональной карьере. Также в этом году единогласным решением победил Игора Араужу.
В 2016 году нокаутировал Алекса Гарсию и раздельным решением выиграл у Тома Бриза.
В 2017 году встретился с будущим чемпионом Камару Усманом и проиграл ему единогласным решением. Кроме того, подрался с Кортом Макги — из-за ошибки при подсчёте очков изначально итогом их противостояния была объявлена ничья решением большинства судей, тем не менее, при пересчёте оказалось, что Стрикленд победил единогласным решением.
В 2018 году оказался в нокауте в бою с Элизеу Залески дус Сантусом, но затем выиграл техническим нокаутом у Нордина Талеба. После этого боя у Шона Стрикленда закончился контракт с UFC, и таким образом он стал свободным агентом.
В декабре 2018 года в Лос-Анджелесе Стрикленд попал в аварию на мотоцикле, в результате чего получил множественные травмы и оказался в бессознательном состоянии. Позже перенёс операцию на колене.

## Статистика в профессиональном ММА
| Боёв 36  | Побед 29 | Поражений 7 |
| -------- | -------- | ----------- |
| Нокаутом | 11       | 2           |
| Сдачей   | 4        | 0           |
| Решением | 14       | 5           |

| Результат | Рекорд | Соперник                  | Способ                 | Турнир                                    | Дата            | Раунд | Время | Место                    | Примечание                                                                               |
| --------- | ------ | ------------------------- | ---------------------- | ----------------------------------------- | --------------- | ----- | ----- | ------------------------ | ---------------------------------------------------------------------------------------- |
| Поражение | 29-7   | Дрикус дю Плесси          | Единогласное решение   | UFC 312                                   | 9 февраля 2025  | 5     | 5:00  | Сидней, Австралия        | Бой за титул чемпиона UFC в среднем весе                                                 |
| Победа    | 29-6   | Паулу Коста               | Раздельное решение     | UFC 302                                   | 1 июня 2024     | 5     | 5:00  | Ньюарк, Нью-Джерси, США  |                                                                                          |
| Поражение | 28-6   | Дрикус дю Плесси          | Раздельное решение     | UFC 297                                   | 20 января 2024  | 5     | 5:00  | Канада, Торонто          | Утратил титул чемпиона UFC в среднем весе. «Лучший бой вечера» (1)                       |
| Победа    | 28-5   | Исраэль Адесанья          | Единогласное решение   | UFC 293                                   | 9 сентября 2023 | 5     | 5:00  | Сидней, Австралия        | Завоевал титул чемпиона UFC в среднем весе. «Выступление вечера» (3)                     |
| Победа    | 27-5   | Абусупьян Магомедов       | TKO (удары)            | UFC on ESPN: Стрикленд vs. Магомедов      | 1 июля 2023     | 2     | 4:20  | Лас-Вегас, США           | «Выступление вечера» (2)                                                                 |
| Победа    | 26-5   | Нассурдин Имавов          | Единогласное решение   | UFC Fight Night: Стрикленд vs. Имавов     | 14 января 2023  | 5     | 5:00  | Лас-Вегас, США           |                                                                                          |
| Поражение | 25-5   | Джаред Каннонье           | Раздельное решение     | UFC Fight Night: Каннонье vs. Стрикленд   | 17 декабря 2022 | 5     | 5:00  | Лас-Вегас, США           |                                                                                          |
| Поражение | 25-4   | Алекс Перейра             | KO (удар рукой)        | UFC 276                                   | 2 июля 2022     | 1     | 2:36  | Лас-Вегас, США           |                                                                                          |
| Победа    | 25-3   | Джек Херманссон           | Раздельное решение     | UFC Fight Night: Херманссон vs. Стрикленд | 5 февраля 2022  | 5     | 5:00  | Лас-Вегас, США           |                                                                                          |
| Победа    | 24-3   | Юрая Холл                 | Единогласное решение   | UFC Fight Night: Холл vs. Стрикленд       | 1 августа 2021  | 5     | 5:00  | Лас-Вегас, США           |                                                                                          |
| Победа    | 23-3   | Кшиштоф Йотко             | Единогласное решение   | UFC on ESPN: Рейес vs. Прохазка           | 1 мая 2021      | 3     | 5:00  | Лас-Вегас, США           |                                                                                          |
| Победа    | 22-3   | Брендан Аллен             | TKO (удары руками)     | UFC Fight Night: Фелдер vs. дус Анжус     | 14 ноября 2020  | 2     | 1:32  | Лас-Вегас, США           | Бой в промежуточном весе (88,5 кг); «Выступление вечера» (1)                             |
| Победа    | 21-3   | Джек Маршман              | Единогласное решение   | UFC Fight Night: Холл vs. Силва           | 31 октября 2020 | 3     | 5:00  | Лас-Вегас, США           | Вернулся в средний вес; Маршман не сделал вес (85кг)                                     |
| Победа    | 20-3   | Нордин Талеб              | TKO (удары руками)     | UFC Fight Night: Volkan vs. Smith         | 27 октября 2018 | 2     | 3:10  | Монктон, Канада          |                                                                                          |
| Поражение | 19-3   | Элизеу Залески дус Сантус | KO (удары)             | UFC 224                                   | 12 мая 2018     | 1     | 3:40  | Рио-де-Жанейро, Бразилия |                                                                                          |
| Победа    | 19-2   | Корт МакГи                | Единогласное решение   | UFC Fight Night: Poirier vs. Pettis       | 11 ноября 2017  | 3     | 5:00  | Норфолк, США             | Из-за ошибки в подсчёте очков изначально была объявлена ничья решением большинства судей |
| Поражение | 18-2   | Камару Усман              | Единогласное решение   | UFC 210                                   | 8 апреля 2017   | 3     | 5:00  | Буффало, США             |                                                                                          |
| Победа    | 18-1   | Том Бриз                  | Раздельное решение     | UFC 199                                   | 4 июня 2016     | 3     | 5:00  | Инглвуд, США             |                                                                                          |
| Победа    | 17-1   | Алекс Гарсия              | KO (удары руками)      | UFC Fight Night: Cowboy vs. Cowboy        | 21 февраля 2016 | 3     | 4:25  | Питтсбург, США           |                                                                                          |
| Победа    | 16-1   | Игор Араужу               | Единогласное решение   | UFC Fight Night: Mir vs. Duffee           | 15 июля 2015    | 3     | 5:00  | Сан-Диего, США           |                                                                                          |
| Поражение | 15-1   | Сантьяго Понциниббио      | Единогласное решение   | UFC Fight Night: Bigfoot vs. Mir          | 22 февраля 2015 | 3     | 5:00  | Порту-Алегри, Бразилия   | Дебют в полусреднем весе                                                                 |
| Победа    | 15-0   | Люк Барнатт               | Раздельное решение     | UFC Fight Night: Munoz vs. Mousasi        | 31 мая 2014     | 3     | 5:00  | Берлин, Германия         |                                                                                          |
| Победа    | 14-0   | Роберт Макдэниел          | Сдача (удушение сзади) | UFC 171                                   | 15 марта 2014   | 1     | 4:33  | Даллас, США              |                                                                                          |
| Победа    | 13-0   | Мэтт Лаглер               | TKO (удары руками)     | KOTC: Split Decision                      | 29 августа 2013 | 1     | 4:59  | Хайленд, США             | Защитил (5) титул чемпиона KOTC в среднем весе                                           |
| Победа    | 12-0   | Юсукэ Сакасита            | Единогласное решение   | KOTC: Worldwide                           | 5 июля 2013     | 5     | 5:00  | Манила, Филиппины        | Защитил (4) титул чемпиона KOTC в среднем весе                                           |
| Победа    | 11-0   | Билл Албрехт              | KO (удар рукой)        | KOTC: Restitution                         | 7 февраля 2013  | 1     | 2:41  | Лос-Анджелес, США        | Защитил (3) титул чемпиона KOTC в среднем весе                                           |
| Победа    | 10-0   | Джош Брайант              | Раздельное решение     | KOTC: Unification                         | 9 декабря 2012  | 3     | 5:00  | Хайленд, США             | Защитил (2) титул чемпиона KOTC в среднем весе                                           |
| Победа    | 9-0    | Брэндон Хант              | TKO (удары руками)     | KOTC: Hardcore                            | 26 апреля 2012  | 1     | 3:24  | Хайленд, США             | Защитил (1) титул чемпиона KOTC в среднем весе                                           |
| Победа    | 8-0    | Брэндон Хант              | TKO (удары руками)     | KOTC: Steel Curtain                       | 17 декабря 2011 | 1     | 3:48  | Норман, США              | Завоевал титул чемпиона KOTC в среднем весе                                              |
| Победа    | 7-0    | Бретт Сбарделла           | KO (удары руками)      | KOTC: Demolition                          | 6 августа 2011  | 1     | 1:03  | Уолкер, США              |                                                                                          |
| Победа    | 6-0    | Донавин Хоуки             | Сдача (удушение сзади) | KOTC: Platinum                            | 25 ноября 2010  | 1     | 1:21  | Дурбан, ЮАР              |                                                                                          |
| Победа    | 5-0    | Адриэль Монтес            | TKO (удары руками)     | KOTC: Underground 63                      | 2 октября 2010  | 2     | 1:05  | Лафлин, США              |                                                                                          |
| Победа    | 4-0    | Джордж Интериано          | Единогласное решение   | LBFN 7: Long Beach Fight Night 7          | 3 января 2010   | 3     | 5:00  | Лонг-Бич, США            |                                                                                          |
| Победа    | 3-0    | Уильям Уилер              | Сдача (удушение сзади) | KOTC: Jolted                              | 3 октября 2009  | 1     | 1:55  | Лафлин, США              |                                                                                          |
| Победа    | 2-0    | Брэндон Эллсуорт          | TKO (удары руками)     | KOTC: Last Resort                         | 14 марта 2009   | 1     | 1:28  | Лафлин, США              |                                                                                          |
| Победа    | 1-0    | Тайлер Поттетт            | Сдача (удушение сзади) | KOTC: Protege                             | 22 марта 2008   | 2     | 1:53  | Лафлин, США              |                                                                                          |